# Andreï Nikolaïevitch Tikhonov
Pour les articles homonymes, voir Tikhonov.
Andreï Nikolaïevitch Tychonoff ou Tikhonov russe : Андрей Николаевич Тихонов), né le 30 octobre 1906 à Gjatsk et mort le 8 novembre 1993 à Moscou, est un mathématicien soviétique et russe.

## Biographie
Né près de Smolensk, il étudia à l'université d'État de Moscou où il obtint son doctorat en 1927 sous la direction de P. S. Aleksandrov. En 1933, il fut nommé professeur à l'université de Moscou.
Tichonoff s'intéressait à de nombreux domaines des mathématiques. Il contribua de manière importante à la topologie, l'analyse fonctionnelle, la physique mathématique, et à certaines classes de problèmes bien posés. La régularisation Tychonoff, une des méthodes les plus utilisées pour résoudre les problèmes inverses, est nommée ainsi en son honneur. Il est surtout connu pour son travail en topologie, dont le théorème de métrisation qu'il prouva en 1926, et le théorème de Tychonoff selon lequel tout produit de compacts est compact au sens de la topologie produit. Les espaces complètement réguliers sont appelés espaces de Tychonoff en son honneur.
Tichonoff a reçu de nombreux prix et distinctions durant sa carrière dont le prix Lénine (1966) et la médaille de Héros du travail socialiste (1954, 1986). Il était membre de l'Académie des sciences de Russie.